# Покровский (Вознесенское сельское поселение)
Покровский — посёлок в Таловском районе Воронежской области России.
Входит в состав Вознесенского сельского поселения.

## География
В посёлке имеется одна улица — Покровская.
Два пруда — Покровский и Красный.

## Население
| 2010 |
| ---- |
| 68   |